# Pentanema salicinum
Enula aspra (nome scientifico  Pentanema salicinum  (L.) D.Gut.Larr, Santos-Vicente, Anderb., E.Rico & M.M.Mart.Ort., 2018) è una specie di pianta angiosperma dicotiledone della famiglia delle Asteraceae (sottofamiglia Asteroideae, tribù Inuleae e sottotribù Inulinae).

## Etimologia
Il nome del genere deriva da due parole greche "penta" (= cinque) e "nema" (= simile ad un filo). L'epiteto specifico (salicinum) significa "simile al salice" e fa riferimento alla somiglianza delle foglie con quelle del salice.
Il nome scientifico della specie è stato definito dai botanici Carl Linnaeus (1707-1778), David Gutiérrez-Larruscain, María Santos-Vicente, Arne A. Anderberg (1954-), Enrique Rico (1953-) e María Montserrat Martínez Ortega (1969-) nella pubblicazione " Taxon; Official News Bulletin of the International Society for Plant Taxonomy. Utrecht" (  Taxon 67(1): 159 (2018).) del 2018.

## Descrizione

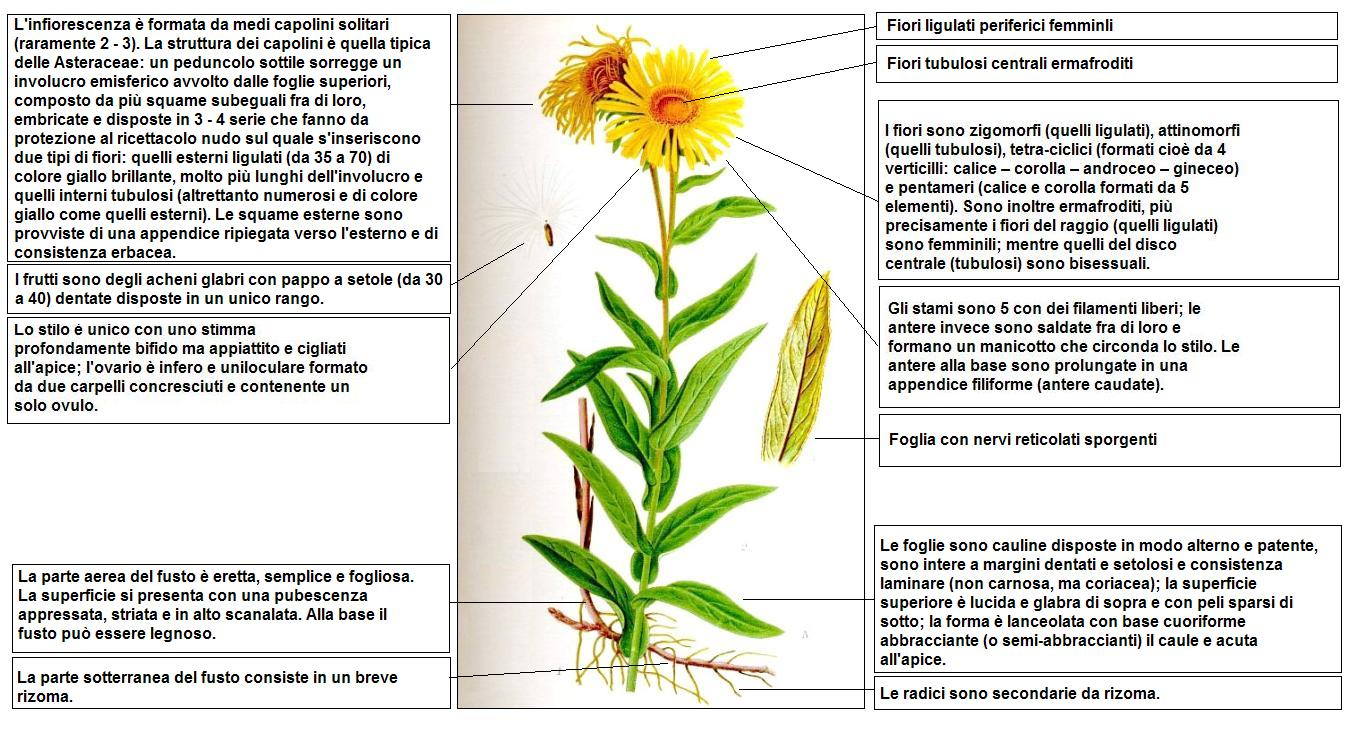
Descrizione delle parti della pianta

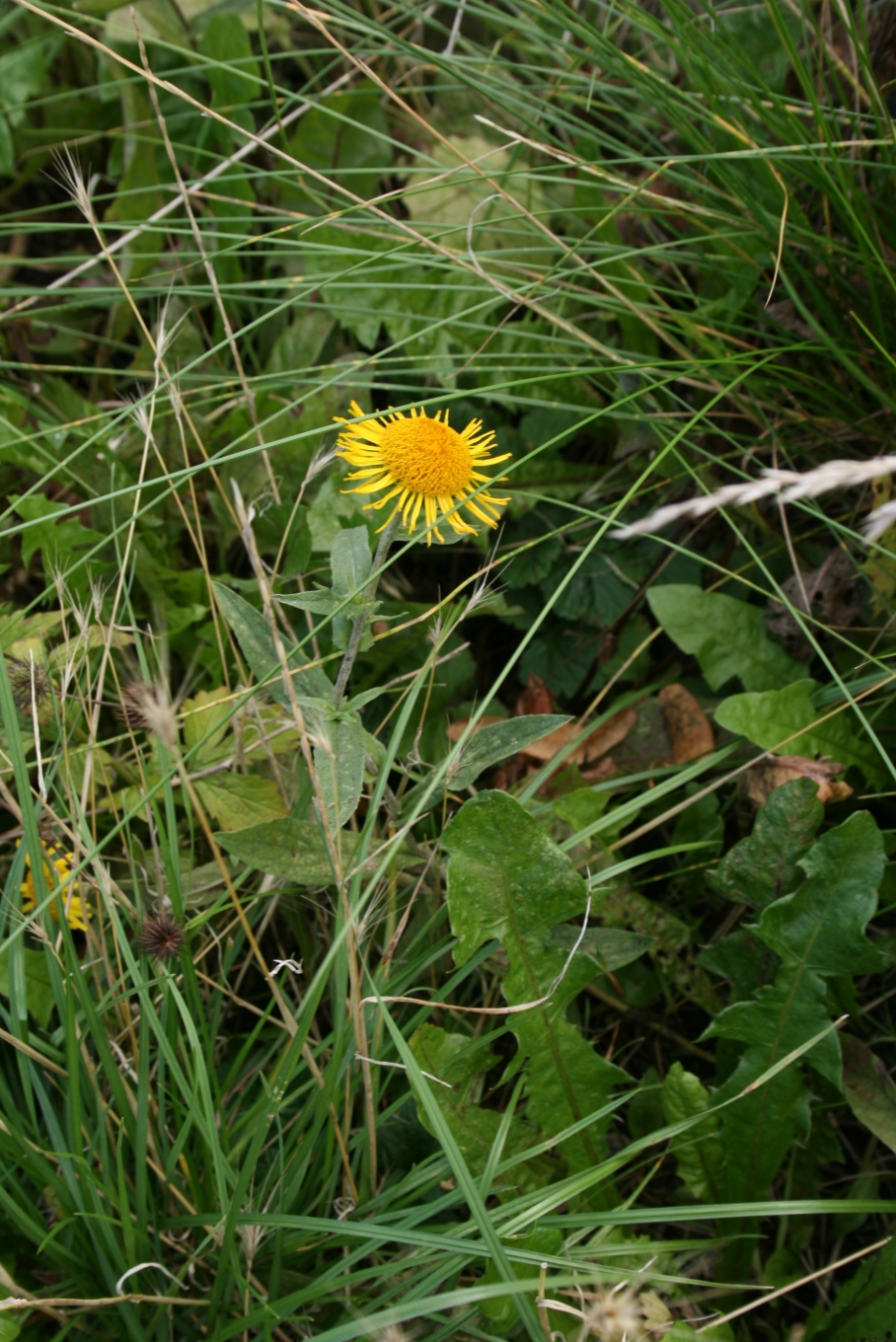
Il portamento

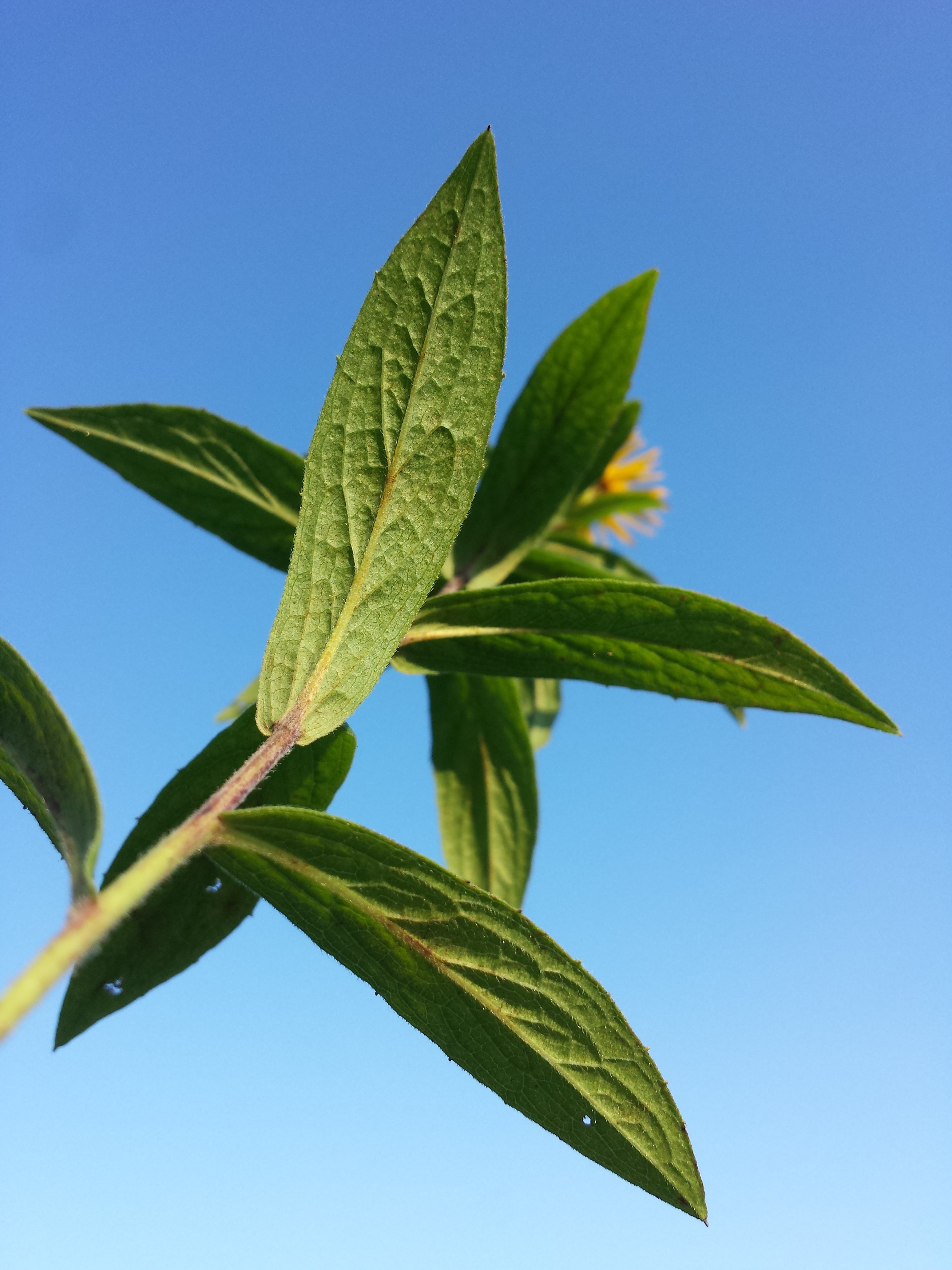
Le foglie

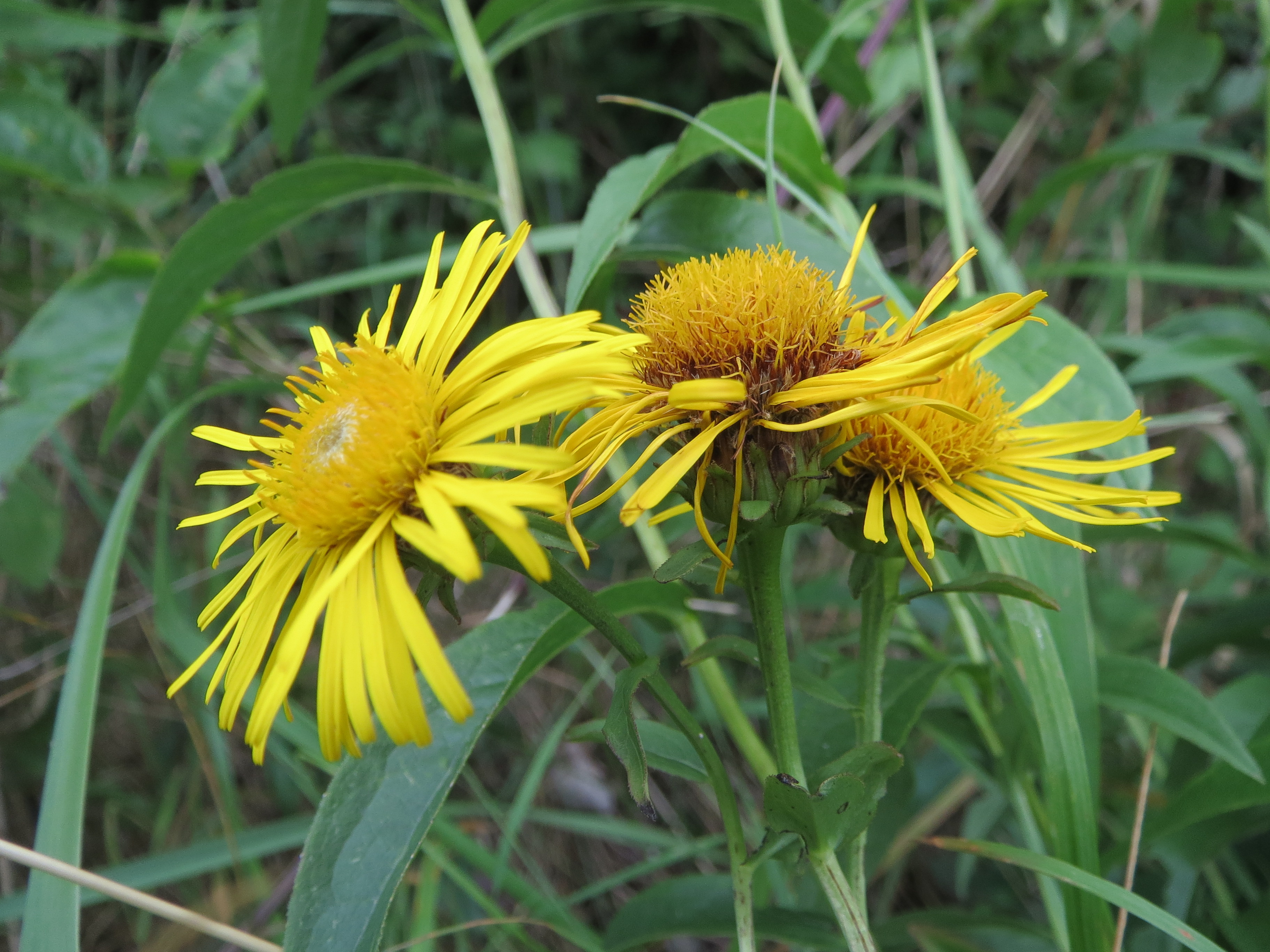
Infiorescenza

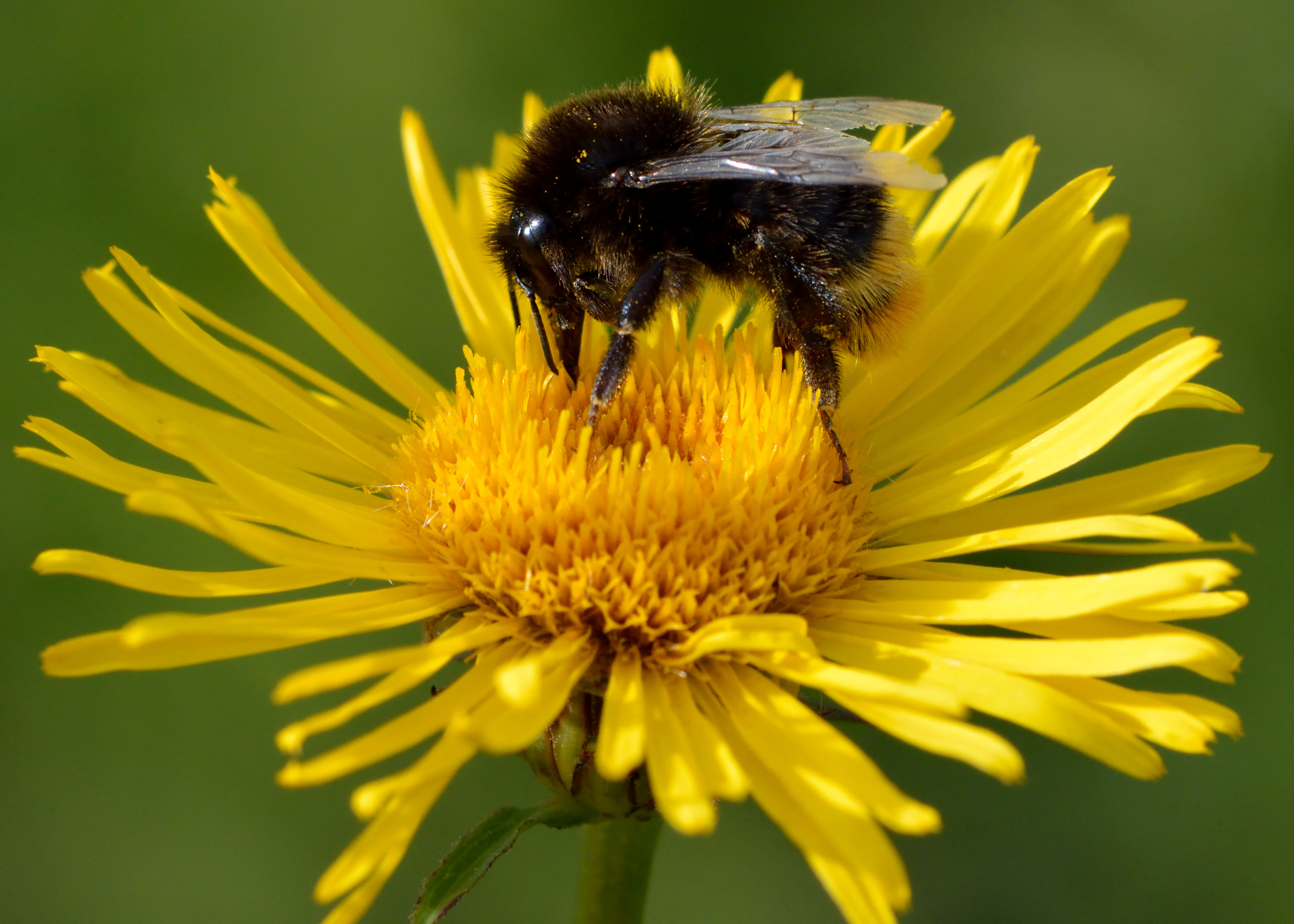
I fiori

Portamento. La specie di questo voce è una erbacea con un ciclo biologico perenne senza canali resinosi. La forma biologica della specie è emicriptofita scaposa (H scap); ossia sono piante perennanti con gemme poste al livello del suolo con fusto allungato e mediamente foglioso. Non sono ghiandolose ma ricoperte da sparsi peli.
Fusto. Altezza media della pianta: da 2 a 4 dm (massimo 7 dm.
- Parte ipogea: la parte sotterranea consiste in un breve rizoma a portamento obliquo-orizzontale.
- Parte epigea: la parte aerea del fusto è eretta, semplice e fogliosa. La superficie si presenta con una pubescenza appressata, è striata e in alto scanalata. Alla base il fusto può essere legnoso.

Foglie. Le foglie sono cauline disposte in modo alterno e patente, sono intere a margini dentati e setolosi e consistenza laminare (non carnosa, ma coriacea); la superficie superiore è lucida e glabra di sopra e con peli sparsi di sotto; la forma è lanceolata con base cuoriforme abbracciante (o semi-abbraccianti) il caule e acuta all'apice. Dimensione delle foglie: larghezza: 1 – 1,5 mm; lunghezza 4 – 7 mm.
Infiorescenza. Le infiorescenze sono formate da capolini solitari (raramente 2 - 3). I capolini sono di tipo radiato eterogamo. I capolini sono formati da un involucro emisferico avvolto dalle foglie superiori e composto da brattee disposte in modo embricato al cui interno un ricettacolo fa da base ai fiori ligulati periferici o fiori del raggio e ai fiori tubulosi quelli centrali o del disco. Le brattee, provviste di una appendice ripiegata verso l'esterno, sono disposte generalmente su 3-4 righe; hanno consistenza erbacea o cartilaginea, ma senza margini ialini; gli stereomi non sono divisi. Il ricettacolo è liscio e senza pagliette (a protezione della base dei fiori). Diametro del capolino: 2,5 – 3,5 cm. Diametro dell'involucro: 1 – 1,5 cm. Dimensione delle brattee esterne: larghezza 1,5 – 2,5 mm; lunghezza 5 – 7 mm.
Fiori.  I fiori sono tetra-ciclici (formati cioè da 4 verticilli: calice – corolla – androceo – gineceo) e pentameri (calice e corolla formati da 5 elementi). Si distinguono in:
- fiori del raggio (esterni): sono 35-70 e sono femminili e sono disposti su una o più serie; la forma è ligulata (zigomorfa);
- fiori del disco (centrali): sono più numerosi con forme brevemente tubulose (attinomorfe); sono ermafroditi e fertili.

- Formula fiorale:

*/x K {\displaystyle \infty }, [C (5), A (5)], G 2 (infero), achenio
- Calice: i sepali del calice sono ridotti ad una coroncina di squame.

- Corolla: lunghezza del tubo dei fiori periferici: 4 mm; dimensione della ligula dei fiori periferici: larghezza 1 mm; lunghezza 10 – 14 mm;

- fiori del raggio: la forma della corolla alla base è più o meno tubulosa-imbutiforme, mentre all'apice è ligulata e molto più lunga dell'involucro; la ligula può terminare con alcuni denti; il colore è giallo brillante;
- fiori del disco: la forma è tubulare bruscamente divaricata in 4-5 brevi lobi; il colore è giallo scuro.

- Androceo: l'androceo è formato da 5 stami sorretti da filamenti generalmente liberi; gli stami sono connati e formano un manicotto circondante lo stilo; le teche (produttrici del polline) sono troncate e non sono speronate. La base delle antere può essere lunga o corta con code ramificate. Il tessuto dell'endotecio è a forma radiata. Le cellule del collare dei filamenti sono piatte o di tipo mammelloso.

- Gineceo: il gineceo ha un ovario uniloculare infero formato da due carpelli.[6] Lo stilo è unico e con due stigmi nella parte apicale. Gli stigmi spesso sono provvisti di peli acuti che terminano sopra la biforcazione senza raggiungerla, oppure da peli ottusi che terminano ben al di sotto della biforcazione. Le superfici stigmatiche confluiscono all'apice, mentre alla base sono separate in due distinte linee (lignee stigmatiche marginali[8]). Il polline è spinuloso.

- Antesi: da giugno a settembre.

Frutti. I frutti sono degli acheni glabri con pappo a setole (da 30 a 40) dentate disposte in un unico rango. L'epidermide dell'achenio è caratterizzata da lunghi cristalli. Lunghezza dei frutti: 1,5 – 2 mm. Lunghezza delle setole: 7 – 8 mm.

## Biologia
Impollinazione: tramite insetti (impollinazione entomogama tramite farfalle diurne e notturne).

Riproduzione: la fecondazione avviene fondamentalmente tramite l'impollinazione dei fiori.

Dispersione: i semi cadono a terra e vengono dispersi soprattutto da insetti come formiche (disseminazione mirmecoria). Un altro tipo di dispersione è zoocoria: gli uncini delle brattee dell'involucro (se presenti) si agganciano ai peli degli animali di passaggio che portano così i semi anche su lunghe distanze. Inoltre per merito del pappo (se presente) il vento può trasportare i semi anche per alcuni chilometri (disseminazione anemocora).

## Distribuzione e habitat

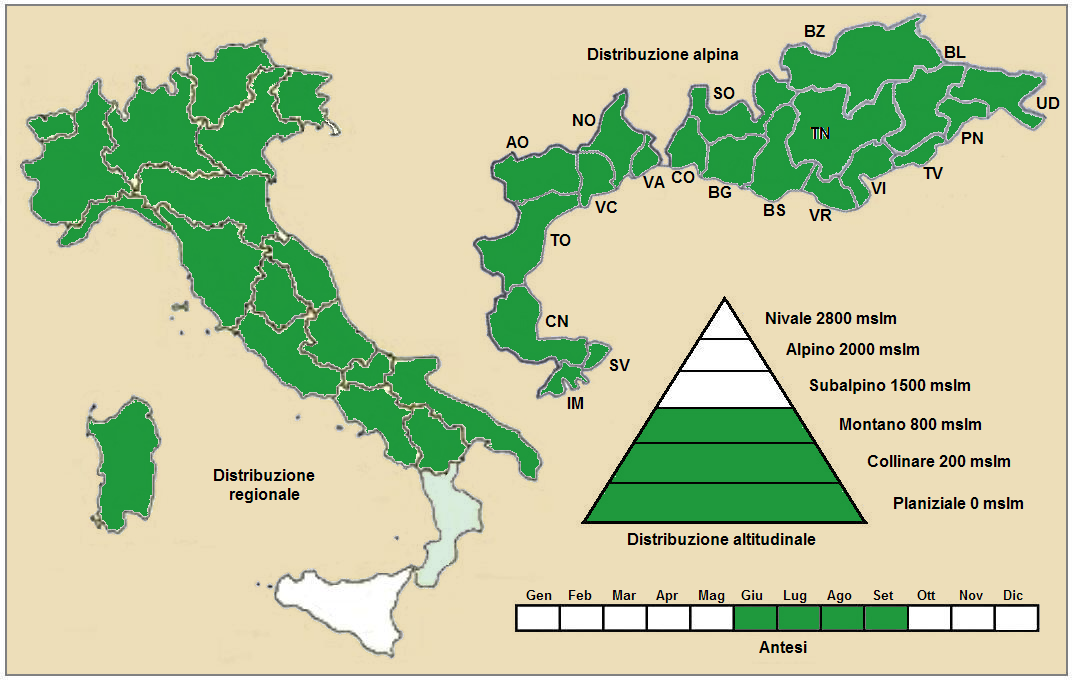
Distribuzione della pianta
(Distribuzione regionale – Distribuzione alpina)

Geoelemento: il tipo corologico (area di origine) è  Europeo – Caucasico / Eurasiatico.

Distribuzione:questa specie è presente in tutto il territorio italiano ad esclusione della Sicilia, ma è considerata rara. È ugualmente presente nelle Alpi (sia in Italia che all'estero) e si trova anche su tutti gli altri rilievi montuosi europei. Altrove si trova in Asia settentrionale.

Habitat: l'habitat tipico sono i boschi, i pendii cespugliosi e prati umidi; ma anche ambienti umidi temporaneamente inondati, torbiere e margini erbacei. Il substrato preferito è sia calcareo che calcareo/siliceo con pH basico, bassi valori nutrizionali del terreno che deve essere mediamente umido.

Distribuzione altitudinale: sui rilievi queste piante si possono trovare fino a 1360 m s.l.m.; frequentano quindi i seguenti piani vegetazionali: collinare e m (oltre a quello planiziale – a livello del mare). 

## Fitosociologia
Areale alpino
Dal punto di vista fitosociologico alpino la specie di questa voce appartiene alla seguente comunità vegetale:
Formazione: delle comunità delle macro- e megaforbie terrestri
Classe: Molinio- Arrhenatheretea
Ordine: Molinietalia caeruleae
Alleanza: Molinion
Areale italiano
Per l'areale completo italiano Pentanema salicinum appartiene alla seguente comunità vegetale:
Macrotipologia: vegetazione delle praterie
Classe: Molinio-arrhenatheretea Tüxen, 1937
Ordine: Molinietalia caeruleae Koch, 1926
Alleanza: Molinion caeruleae Koch, 1926
Descrizione. L'alleanza Molinion caeruleae è relativa ai prati umidi non concimati frequentati soprattutto dalla specie Molinia caerulea. Questa cenosi si sviluppa in prevalenza su suoli da subacidi a neutro-alcalini, talora torbosi e soggetti a parziale inaridimento estivo. Distribuzione dell'alleanza: dall'Italia settentrionale fino in Calabria. L’alleanza è ampiamente distribuita nell’Europea temperata. Queste comunità sono delle praterie seminaturali che, in assenza di sfalcio, evolvono, in tempi anche brevi, in comunità legnose dominate dalle specie di betulle e faggete.
Alcune specie presenti nell'associazione: Cirsium palustre, Molinia caerulea, Serratula tinctoria, Equisetum palustre, Potentilla erecta, Succisa pratensis, Valeriana dioica, Sanguisorba officinalis, Genista tinctoria, Valeriana officinalis, Carex pallescens, Carex panicea, Carex davalliana, Schoenus nigricans, Lathyrus pratensis, Festuca pratensis, Festuca nigrescens, Parnassia palustris, Briza media, Holcus lanatus, Juncus articulatus, Selinum carvifolia, Potentilla erecta, Stachys officinalis, Trifolium pratense, Trifolium dubium, Trifolium patens, Centaurea nigrescens, Ranunculus acris e Rumex acetosa.
Altre alleanze e associazioni per questa specie sono:
- Cytiso sessilifolii-Quercenion pubescentis

## Sistematica
La famiglia di appartenenza di questa voce (Asteraceae o Compositae, nomen conservandum) probabilmente originaria del Sud America, è la più numerosa del mondo vegetale, comprende oltre 23.000 specie distribuite su 1.535 generi, oppure 22.750 specie e 1.530 generi secondo altre fonti (una delle checklist più aggiornata elenca fino a 1.679 generi). La famiglia attualmente (2021) è divisa in 16 sottofamiglie; la sottofamiglia Asteroideae è una di queste e rappresenta l'evoluzione più recente di tutta la famiglia.

### Filogenesi
La tribù Inuleae (comprendente le Inulinae) è una delle 21 tribù della sottofamiglia Asteroideae). Da un punto di vista filogenetico, la tribù Inuleae, all'interno della sottofamiglia, fa parte del gruppo "Helianthodae". La sottotribù Inulinae è caratterizzata dalla particolare pubescenza dello stilo e dagli acheni con cristalli di ossalato di calcio. Il genere Pentanema è caratterizzato da capolini in prevalenza eterogami, da foglie compatte, piatte con forme ellittiche e fiori gialli.
Nella pubblicazione "Flora d'Italia" le specie di Pentanema della flora italiana sono suddivise in tre gruppi. Pentanema salicinum appartiene al gruppo caratterizzato da fiori ligulati più grandi dell'involucro, foglie basali molto ridotte, diametro dei capolini variabile tra 1-3,5 cm, brattee esterne lanceolate con dimensioni ridotte e foglie cauline abbraccianti il fusto.
I caratteri distintivi della specie  Pentanema salicinum sono:
- le foglie cauline sono più o meno patenti;
- le foglie sono abbraccianti il fusto con base cuoriforme;
- il diametro dei capolini è di 2,5-3,5 mm.

Il numero cromosomico delle specie di questa voce è: 2n = 16.

### Variabilità
La Pentanema salicinum è una specie variabile. I caratteri più soggetti a variabilità sono i seguenti:
- fusto: può essere glabro oppure più o meno ispido con setole rossastre patenti;
- foglie: possono essere più o meno allungate o più o meno pelose;
- capolini: il numero dei capolini varia da infiorescenza a infiorescenza;
- fiori ligulati: la lunghezza delle ligule è variabile.

### Sinonimi
Sono elencati alcuni sinonimi per questa entità:
- Aster salicinus (L.) Scop.
- Conyza salicina  (L.) Rupr.
- Helenium salicinum  (L.) Kuntze
- Inula salicina  L.
- Inula salicina var. genuina  Franch. & Sav.
- Pulicaria salicina  (L.) J.Presl & C.Presl
- Ulina salicina  (L.) Opiz

### Specie simili
La pianta di questa voce è molto simile ad alcune Enule dello stesso genere (Pentanema helveticum , Pentanema spiraeifolium, Inula helenium, Pentanema hirtum) in quanto i fiori sono quasi uguali e differiscono soprattutto per la forma delle foglie.

Con specie di altri generi è facilmente confusa con Buphthalmum salicifolium L. - Asteroide salicina. Quest'ultima specie non ha però i fusti striati; le brattee dell'involucro sono disposte su una sola serie; la ligula dei fiori esterni è più larga (3 mm) e il pappo è ridotto ad una coroncina membranosa.